# شاخص ای‌ئی‌اکس
شاخص ای‌ئی‌اکس (انگلیسی: AEX index) شاخص بازار بورس یورونکست آمستردام است، که تاریخچه فعالیت آن از سال ۱۹۸۳ آغاز شده است.